# Кривонос Віталій
Кривонос Віталій, також Віталій Кривоніс (нар. 29 жовтня 1984, Дніпро) — український перекладач, прозаїк, журналіст. У своїх творах часом вкористовує псевдонім Хаген Альварсон.

## Біографія
Народився 29 жовтня 1984 року в місті Дніпро. Вступив до Дніпропетровського національного університету ім. О. Гончара. 2005 року закінчив факультет систем та засобів масової комунікації цього університету за спеціальністю «Журналістика». Працював редактором відділу критики першого україномовного журналу фантастики «УФО» («Український фантастичний оглядач»).
Твори друкувалися у збірках «Собори наших душ» (2000, Дніпропетровськ), «Digital-романтизм» (2006, Київ), «Сила малого» (2008, Луцьк), «Юності омріяні шляхи» (2009, Дніпропетровськ), а також у журналі «УФО» і художньо-публіцистичному збірнику «Українська перемога — Конотопська битва» (2009, Дніпропетровськ).
2021 року Віталій Кривонос як перекладач став переможцем Best Book Award 2021 на Львівському BookForum в номінації «Іноземна література в українському перекладі» за переклад «Старшої Едди».
Перекладає зі ісландської, староісландської та англійської мов.

## Переклади
- Сйон. Дитя землі. Переклад з ісландської Віталія Кривоноса. — Київ: видавництво «Видавництво», 2018.
- Старша Едда. Пер. зі староісландської Віталія Кривоноса — К: Видавництво Жупанського, 2020. — 496 с. ISBN 978-617-7585-27-4.
- Сйон. Місячний камінь. Переклад з ісландської Віталія Кривоноса. — Київ: видавництво «Видавництво», 2021.
- Фріда Ісберґ. Сверблячка. Переклад з ісландської Віталія Кривоноса. — Київ: видавництво «Видавництво», 2021.
- Тора Хьорлейфсдоттір. Магма. Переклад з ісландської Віталія Кривоноса. — Київ: видавництво «Лабораторія», 2023.
- Емілія Гарт. Непокірні. Переклад з англійської Віталія Кривоноса. — Київ: видавництво «Лабораторія», 2023.
- Сноррі Стурлусон. Молодша Едда / Переклад зі староісландської Віталія Кривоноса. — Київ: Видавництво Жупанського, 2024. — 528 с. — ISBN 978-617-7585-89-2.
- Катрін Якобсдоттір, Рагнар Йонассон. Рейк'явік. Нордичний детектив. Переклад з ісландської Віталія Кривоноса. — Київ: видавництво «Лабораторія», 2024.
- Андрі Снайр Маґнасон. Довкола часу і води. Переклад з ісландської Віталія Кривоноса. — Київ: видавництво «РМ», 2024.
- Андрі Снайр Маґнасон. Історія про Блакитну планету. Переклад з ісландської Віталія Кривоноса. — Київ: видавництво «Крокус», 2024.
- Гудрун Ева Мінервудоттір. Коханий. Техас. Переклад з ісландської Віталія Кривоноса. — Київ: видавництво «Видавництво», 2024.